# Референдум у Венесуелі 15 серпня 2004

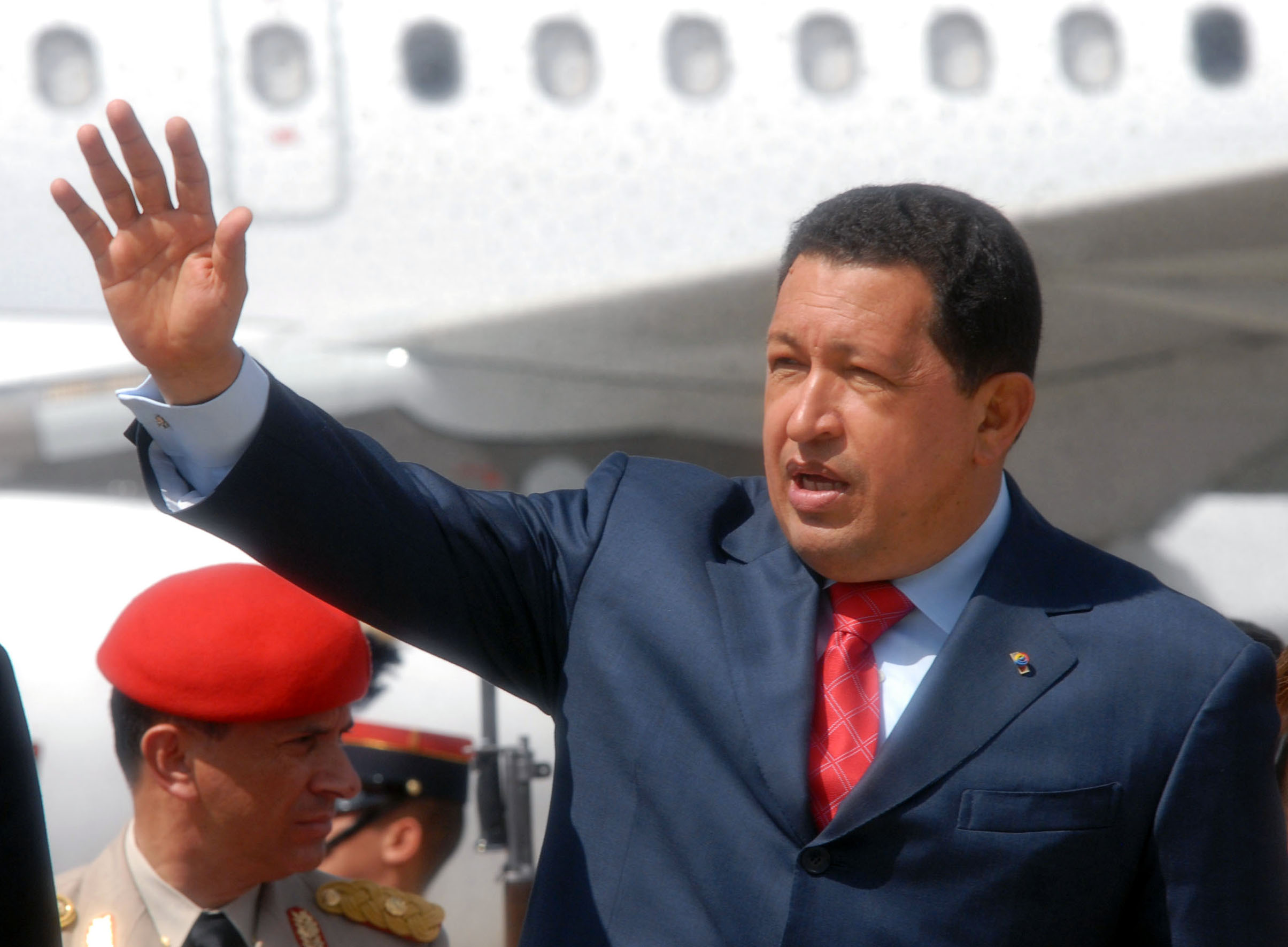
Уго Чавес

Референдум 15 серпня 2004 року у Венесуелі відбувся щодо можливої дострокової відставки глави держави Уго Чавеса.
Незважаючи на спробу втручання США, референдум став восьмою перемогою Уго Чавеса за останні шість років: він двічі обирався на посаду президента і шість разів перемагав на референдумах.
Активну роль у забезпеченні перемоги Уго Чавеса зіграли державна нафтова компанія PDVSA і Центральний банк Венесуели, який саме перед референдумом перерахував частину золотовалютних запасів країни на соціальні програми. Наступні президентські вибори призначені на грудень 2006 року.

## Історія
Референдум проводився на вимогу опозиційних партій, що обвинувавчували Чавеса в диктаторських амбіціях, зростанні злочинності, падінні ВВП і підтриманні режиму Фіделя Кастро. Згідно з венесуельською Конституцією, будь-яка виборна особа може бути відкликана після закінчення половини свого мандата. Чавес відзначив половину свого президентського строку 19 серпня 2003 року. Відтоді опозиція, користуючись підтримкою США, і робила спроби скористатися цією конституційною нормою.
За результатами референдуму, 59% венесуельців вважали, що президент повинен зберегти свою посаду принаймні ще два роки. Це стало восьмою перемогою Уго Чавеса за останні шість років: він двічі обирався на посаду президента і шість разів перемагав на референдумах. Активну роль у забезпеченні перемоги Уго Чавеса зіграли державна нафтова компанія PDVSA і Центральний банк Венесуели, який саме перед референдумом перерахував частину золотовалютних запасів країни на соціальні програми. Наступні президентські вибори призначені на грудень 2006 року.
На думку спостерігачів, однак, поразка опозиції не призвела до зміни відносин між Венесуелою і США. Незважаючи на антиамериканську риторику, Чавес завжди виконував зобов'язання з поставок нафти в США й виконуватиме їх і надалі. Венесуела видобуває 3 млн барелів нафти на день. Венесуельська нафта становить 15% нафтового імпорту США. Багато нафтопереробних заводів у США, передусім на півдні, орієнтовані саме на сировину з Венесуели.

### Хронологія подій
Однак 17 серпня стало відомо, що США відмовилися визнавати результати референдуму й закликали розпочати повномасштабне розслідування порушень, про які заявила опозиція. МЗС Росії, зі свого боку, оголосило про визнання підсумків голосування. Про визнання результатів референдуму заявили багато країн Латинської Америки і Європи, у тому числі соціалістичний уряд Іспанії.
18 серпня Національна виборча рада Венесуели погодилася перевірити частину бюлетенів для підтвердження результатів референдуму. За участю спостерігачів будуть вручну перевірені бюлетені із 150 виборчих дільниць.
21 серпня генеральний секретар Організації американських держав Сесар Гавірія заявив, що перевірка результатів референдуму підтвердила перемогу Уго Чавеса. Опозиційний альянс відмовився взяти участь у перевірці, однак його лідери продовжують заявляти про підтасовування результатів.
26 серпня були оголошені офіційні результати референдуму: за Уго Чавеса проголосували 5,8 млн осіб (59,25%), проти — близько 4 млн (40,74%).